# APOF
APOF‏ (Apolipoprotein F) هوَ بروتين يُشَفر بواسطة جين APOF في الإنسان.